# Lüxeberg
Der Lüxeberg ist ein Basaltkegel von gut 220 m ü. NN, der sich am Südrand der Eifel in der Wittlicher Senke befindet.

## Wortherkunft
Lüxe stammt von „lützel“, dem mittelhochdeutschen Wort für „klein“. Im Volksmund wird der Lüxeberg auch „Lüxemberg“ oder „Lüxemkopf“ genannt.

## Abbau
Früher wurde am Lüxeberg an zwei Steinbrüchen Sandstein entnommen, aus dem die Ortskerne der benachbarten Dörfer Neuerburg und Bombogen fast ausschließlich bestehen. Der gebrochene Basalt wurde vor allem als Packlage und Schotter zum Straßenbau verwendet.

## Geschichtliche Bedeutung
An der Ostseite befindet sich eine kleine Höhle, die im Zweiten Weltkrieg als Unterschlupf für die unter Beschuss stehenden Bewohner der umliegenden Orte dienen sollte.

## Heutige Nutzung
Auf dem Gipfel des Lüxebergs befindet sich heute ein Wasser-Hochbehälter für die Orte Bombogen und Wengerohr.